# S Waldy
S Waldy, pseudonimo di Waldemar Caerel Hunter (Blitar, 15 dicembre 1919 – 1968), è stato un attore, regista, sceneggiatore, direttore della fotografia, compositore e montatore sonoro indonesiano.

## Biografia
Waldy nacque a Blitar, nell'isola di Giava, il 15 dicembre 1919, e fu uno dei quattordici figli di J. R. Hunter (noto anche come Osman) e L. W. Winterberg, di discendenza inglese e tedesca rispettivamente. Entrambi erano attori teatrali della Sri Permata Opera ed erano spesso in giro per le colonie. Da loro avviato a questo tipo di professione, Waldy scappò dalla scuola di Yogyakarta per entrare nella compagnia di Klaten di Djafar Wirjo.
Sebbene fosse stato preso come facchino, Wirjo gli insegnò anche recitazione. I genitori alla fine decisero di sostenere la sua carriera e di aiutarlo a imparare a condurre un cabaret. All'inizio degli anni trenta, Waldy si unì a tante compagnie diverse, tra cui la Faroka Opera e la Grand Nooran Opera, girando l'arcipelago malese, raggiungendo Siam e la penisola, e perfezionando ulteriormente la sua arte con l'ingresso di attori come Rd Ismail. Nel 1938, tentò di fondare una propria compagnia, la Vaudeville, che però non ebbe successo e si sciolse rapidamente.
Nel 1940, Waldy debuttò al cinema in Zoebaida, film diretto da Njoo Cheong Seng per la Oriental Film, del quale fu sia attore che autore delle canzoni della colonna sonora. Per i successivi tre anni accettò numerosi altri ruoli, soprattutto per le pellicole della Star Film Ajah Berdosa, Lintah Darat, Tjioeng Wanara e Pah Wongso Tersangka (tutti del 1941).
Nel marzo 1942 l'Impero del Giappone occupò le Indie orientali olandesi e la maggior parte degli studi cinematografici furono chiusi. Waldy ritornò al teatro, prima con Djawa Baru e poi in solitaria con una sua troupe con Dewi Mada. Da metà anni quaranta incontrò l'attrice della compagnia di Fifi Young Sofia; dal 1948 risultavano sposati.
La produzione cinematografica nelle Indie riprese solo nel 1948, nel pieno della Rivoluzione nazionale indonesiana, un conflitto militare e politico tra la proclamata Repubblica di Indonesia e le forze coloniali olandesi che volevano riprendersi i territori. Waldy e Sofia si unirono ai fratelli Tan e Wong e fecero il loro debutto insieme in Air Mata Mengalir di Tjitarum, per il quale l'attore di nuovo assunse il ruolo di compositore. La pellicola venne pubblicizzata mettendo in risalto la somiglianza tra due coniugi e la coppia della Tan's Film Roekiah e Kartolo.

Il successo commerciale dell'opera fece ripartire la carriera di Waldy, che quindi recitò in numerose altre produzioni, come Bengawan Solo (1949) e Air Mata Pengantin (1952). Con Tirtonadi del 1950, si specializzò anche in altre professioni, divenendo anche regista e sceneggiatore. Nel 1953, da Musafir Kelana, i Tan e i Wong lo misero a capo della loro sussidiaria Ardjuna Film, ed egli cominciò frequentemente a dirigere e recitare i suoi stessi lungometraggi. L'anno 1954 fu il suo più prolifico, apparendo in cinque pellicole. In un articolo del 1955 della rivista Doenia Film a Waldy fu riconosciuta la scoperta di numerosi talenti, tra cui Elly Joenara, Zainal Abidin e Sukarno M. Noor.
Waldy e Sofia divorziarono nel 1964. Si risposarono subito, lei con WD Mochtar, mentre lui con Elviana, che prese il suo nome, divenendo Elviana Waldy. Waldy morì quattro anni dopo.

## Filmografia
- Zoebaida (1940)
- Lintah Darat (1941)
- Ajah Berdosa (1941)
- Pah Wongso Tersangka (1941)
- Tjioeng Wanara (1941)
- Air Mata Mengalir di Tjitarum (1948)
- Bengawan Solo (1949)
- Bantam (1950)
- Pantai Bahagia (1950), as R.M. Riyono
- Terang Bulan (1950)
- Tirtonadi (1950)
- Air Mata Pengantin (1952)
- Abunawas (1953)
- Dendang Sajang (1953)
- Musafir Kelana (1953)
- Mustafa dan Tjintjin Wasiatnja (1953)
- Djakarta Bukan Hollywood (1954)
- Djakarta Diwaktu Malam (1954)
- Djula Djuli Bintang Tiga (1954)
- Kali Brantas (Melati Kali Brantas) (1954)
- Malu-Malu Kutjing (1954), as Surachman
- Senen Raja (1954), as Pak Wongso
- Gado-gado Djakarta (1955)
- Si Bongkok dari Borobudur (1955)
- Pegawai Negeri (1956)
- Gending Sriwidjaja (1958)
- Sepiring Nasi (1960)
- Petir Sepandjang Malam (1967)

### Crew
- Tirtonadi (1950) – direttore della fotografia
- Air Mata Pengantin (1952) - sceneggiatore e montatore sonoro
- Musafir Kelana (1953) – regista
- Kali Brantas (Melati Kali Brantas) (1954) – regista e sceneggiatore
- Senen Raja (1954) – regista
- Biola (1957) – regista e sceneggiatore
- Serodja (1958) – sceneggiatore
- Gending Sriwidjaja (1958) – regista, sceneggiatore e compositore
- Gadis Manis Dipinggir Djalan (1960) – sceneggiatore
- Minah Gadis Dusun (1966) – regista e sceneggiatore
- Terpesona (1966) – regista e sceneggiatore
- Petir Sepandjang Malam (1967) – regista e sceneggiatore